# Primera División de baloncesto 1973-74
La temporada 1973-74 de la Liga Española de Baloncesto fue la decimoctava edición de dicha competición. La formaron 15 equipos equipos, uno menos que la temporada antrerior, en un único grupo, jugando todos contra todos a doble vuelta. Los dos últimos clasificados descendieron directamente, mientras que los clasificados en los puestos 12 y 13 disputaron la promoción junto al tercero y cuarto de la Segunda División, para determinar qué equipos jugarían la temporada siguiente en la máxima categoría. Comenzó el 11 de noviembre de 1973 y finalizó el 19 de mayo de 1974. El campeón fue por decimosexta vez el Real Madrid CF.

## Equipos participantes
| Equipo                | Sede          |
| --------------------- | ------------- |
| FC Barcelona          | Barcelona     |
| Real Madrid CF        | Madrid        |
| SD Kas Vitoria        | Vitoria       |
| UDR Pineda            | Pineda de Mar |
| Club Águilas          | Bilbao        |
| Club Juventud         | Badalona      |
| Círculo Católico      | Badalona      |
| CD Manresa            | Manresa       |
| CB Estudiantes        | Madrid        |
| Club YMCA España      | Madrid        |
| CE Mataró             | Mataró        |
| CD Vasconia           | Vitoria       |
| CB San José Irpen     | Badalona      |
| Club Vallehermoso OJE | Madrid        |
| CB Breogán            | Lugo          |

## Clasificación
| Pos. | Equipo                       | Pts. | PJ | G  | E | P  | GF   | GC   | Dif.  | Clasificación o descenso             |
| ---- | ---------------------------- | ---- | -- | -- | - | -- | ---- | ---- | ----- | ------------------------------------ |
| 1    | Real Madrid (C)              | 82   | 28 | 27 | 1 | 0  | 3007 | 1961 | +1046 | Clasificado para la Copa de Europa   |
| 2    | Barcelona                    | 68   | 28 | 22 | 2 | 4  | 2680 | 2254 | +426  | Clasificado para la Copa Korać       |
| 3    | Juventud Schweppes           | 67   | 28 | 22 | 1 | 5  | 2478 | 1992 | +486  | Clasificado para la Recopa de Europa |
| 4    | Estudiantes Aguas Monteverde | 53   | 28 | 17 | 2 | 9  | 2437 | 2178 | +259  |                                      |
| 5    | Kas                          | 46   | 28 | 15 | 1 | 12 | 2437 | 2448 | −11   | Abandono                             |
| 6    | Manresa La Casera            | 41   | 28 | 13 | 2 | 13 | 2352 | 2234 | +118  |                                      |
| 7    | Pineda                       | 39   | 28 | 13 | 0 | 15 | 2183 | 2275 | −92   | Clasificado para la Copa Korać       |
| 8    | Vasconia                     | 36   | 28 | 12 | 0 | 16 | 2176 | 2271 | −95   |                                      |
| 9    | San José Irpen Rovilux       | 34   | 28 | 11 | 1 | 16 | 2147 | 2345 | −198  | Abandono                             |
| 10   | Círculo Católico             | 34   | 28 | 11 | 1 | 16 | 2097 | 2367 | −270  |                                      |
| 11   | YMCA España                  | 34   | 28 | 11 | 1 | 16 | 2169 | 2409 | −240  | Clasificado para la Copa Korać       |
| 12   | Náutico                      | 25   | 28 | 8  | 1 | 19 | 2055 | 2492 | −437  | Promoción de descenso                |
| 13   | Ignis Mataró                 | 24   | 28 | 8  | 0 | 20 | 2315 | 2478 | −163  | Promoción de descenso                |
| 14   | Vallehermoso                 | 22   | 28 | 7  | 1 | 20 | 2308 | 2565 | −257  | Descenso                             |
| 15   | Breogán                      | 18   | 28 | 6  | 0 | 22 | 1970 | 2542 | −572  | Descenso                             |

 Fuente: Linguasport
| Campeón 1973-74 |
| --------------- |
| Real Madrid     |

## Promoción de descenso
| Equipo 1   | Agr.    | Equipo 2     | Ida   | Vuelta |
| ---------- | ------- | ------------ | ----- | ------ |
| RC Náutico | 134–146 | Club Águilas | 66–59 | 68–87  |
| CD Mataró  | 147–137 | ADC Castilla | 94–65 | 53–62  |

## Máximos anotadores
| Pos. | Nombre            | Equipo | Puntos | Partidos | PPP  |
| ---- | ----------------- | ------ | ------ | -------- | ---- |
| 1.   | John Coughran     | YMC    | 888    | 28       | 31.7 |
| 2.   | Walter Szczerbiak | RMA    | 818    | 27       | 30.3 |
| 3.   | Gonzalo Sagi-Vela | EST    | 693    | 25       | 27.7 |
| 4.   | Earl Beechum      | MAT    | 722    | 28       | 25.8 |
| 5.   | Ed Johnson        | MAN    | 662    | 26       | 25.5 |
| 6.   | Phil Tollestrup   | VAS    | 658    | 27       | 24.4 |